# التركيبة السكانية في سان بيير وميكلون
تسرد هذه المقالة السمات الديموغرافية لسكان سان بيير وميكلون، بما فيها الكثافة السكانية والعرق ومستوى التعليم وصحة السكان والوضع الاقتصادي والانتماءات الدينية والجوانب الأخرى للسكان.

## التركيبة السكانية
التركيبة السكانية (2006-01-19 ، التعداد):
| الفئة العمرية | ذكر   | أنثى | مجموع | ٪    |
| ------------- | ----- | ---- | ----- | ---- |
| مجموع         | 034 3 | 3091 | 6125  | 100  |
| 0-4           | 143   | 146  | 289   | 4,72 |
| 5-9           | 211   | 206  | 417   | 6,81 |
| 10-14         | 237   | 224  | 461   | 7,53 |
| 15-19         | 188   | 178  | 366   | 5,98 |
| 20-24         | 136   | 122  | 258   | 4,21 |
| 25-29         | 166   | 167  | 333   | 5,44 |
| 30-34         | 202   | 229  | 431   | 7,04 |
| 35-39         | 294   | 274  | 568   | 9,27 |
| 40-44         | 293   | 282  | 575   | 9,39 |
| 45-49         | 246   | 225  | 471   | 7,69 |
| 50-54         | 238   | 197  | 435   | 7,10 |
| 55-59         | 231   | 201  | 432   | 7,05 |
| 60-64         | 143   | 137  | 280   | 4,57 |
| 65-69         | 115   | 128  | 243   | 3,97 |
| 70-74         | 83    | 125  | 208   | 3,40 |
| 75-79         | 42    | 86   | 128   | 2,09 |
| 80-84         | 35    | 79   | 114   | 1,86 |
| 85-89         | 19    | 56   | 75    | 1,22 |
| 90-94         | 12    | 18   | 30    | 0,49 |
| 95+           | 0     | 11   | 11    | 0,18 |

| الفئة العمرية | ذكر  | أنثى | مجموع | نسبه مئويه |
| ------------- | ---- | ---- | ----- | ---------- |
| 0-14          | 591  | 576  | 1157  | 19,05      |
| 15-64         | 2137 | 2012 | 4149  | 67,74      |
| 65+           | 306  | 503  | 809   | 13 ، 21    |

## الإحصاءات الديموغرافية
الإحصاءات الديموغرافية التالية مأخوذه من كتاب حقائق العالم لوكالة المخابرات المركزية، ما لم يُذكر خلاف ذلك.

### تعداد السكان
- 7063 (يوليو 2009) )

### الهيكل العمري
- 0-14 سنة: 22.4٪ (ذكور 806 ؛ إناث 772)
- 15-64 سنة: 66.3٪ (ذكور 2370 ؛ إناث 2301)
- 65 سنة فأكثر: 11.3٪ (ذكور 366 ، إناث 429 ؛ تقديرات عام 2008) )

### معدل النمو السكاني
- 0.114٪ (تقديرات عام 2008) )

### معدل المواليد
- 12.92 مولود / 1000 نسمة (تقديرات عام 2008) )

### معدل الوفيات
- 6.81 حالة وفاة / 1000 نسمة (تقديرات عام 2008) )

### معدل صافي الهجرة
- -4.97 مهاجر (مهاجرون) / 1,000 نسمة (تقديرات عام 2008) )

### نسبة الجنس
- عند الولادة: 1.07 ذكر / أنثى
- أقل من 15 سنة: 1.04 ذكر / أنثى
- 15-64 سنة: 1.03 ذكر / أنثى
- 65 سنة فأكثر: 0.85 ذكر (ذكور) / أنثى
- مجموع السكان: 1.01 ذكر / أنثى (تقديرات عام 2008) )

### معدل وفيات الرضع
- 7.04 حالة وفاة / 1000 مولود حي (تقديرات عام 2008). )

### مدة الحياة المتوقعة عند الولادة
- مجموع السكان: 78.91 سنة
- الذكور: 76.55 سنة
- الإناث: 81.4 سنة (تقديرات عام 2008) )

### I معدل الخصوبة الكلي
- 1.98 مولود / امرأة (تقديرات عام 2008) )

### الجنسية
- اسم: فرنسي، فرنسيون، فرنسيه، فرنسيات
- الصفة: فرنسي

### جماعات عرقية
- الباسك ، البروتانيون ، النورمانديون، الكنديون الفرنسيون، بمن فيهم أحفاد اللاجئين الأكاديين، وعدد من أحفاد نيوفندلاند ولابرادور .

### الأديان
| \| ديانات سان بيير ومولين [2] \| ديانات سان بيير ومولين [2] \| ديانات سان بيير ومولين [2] \| ديانات سان بيير ومولين [2] \| ديانات سان بيير ومولين [2] \| \| -------------------------- \| -------------------------- \| -------------------------- \| -------------------------- \| -------------------------- \| \| الأديان \| الأديان \| \| نسبه مئويه \| نسبه مئويه \| \| الروم الكاثوليك \| الروم الكاثوليك \| \| 99% \| 99% \| \| آخرى \| آخرى \| \| 1% \| 1% \| |                 |  |            |            |
| ديانات سان بيير ومولين |                 |  |            |            |
| الأديان | الأديان         |  | نسبه مئويه | نسبه مئويه |
| الروم الكاثوليك | الروم الكاثوليك |  | 99%        | 99%        |
| آخرى | آخرى            |  | 1%         | 1%         |

### اللغات
- الفرنسية (الرسمية)

### معرفة القراءة والكتابة
- التعريف: سن 15 وما فوق يمكنه القراءة والكتابة
- مجموع السكان: 99٪
- ذكور: 99٪
- إناث: 99٪ (تقديرات 1982) )